# قائمة أكبر الشركات في الإمارات العربية المتحدة
تسرد هذه المقالة أكبر الشركات في الإمارات العربية المتحدة من حيث إيراداتها وصافي أرباحها وإجمالي أصولها، وفقًا لمجلات الأعمال الأمريكية فورتشن و فوربس .

## الشركات الإماراتية في قائمة فورتشن 2019
تعرض هذه القائمة جميع الشركات الإماراتية المدرجة في قائمة فورتشن غلوبال 500، والتي تصنف أكبر الشركات في العالم من حيث الإيرادات السنوية، الأرقام الواردة أدناه معطاة بملايين الدولارات الأمريكية وهي خاصة بالسنة المالية 2018.  كما تم إدراج المقر الرئيسي وصافي الربح وعدد الموظفين وقطاع الصناعة لكل شركة. كان هناك شركة واحدة من الإمارت في إصدار 2019 من فورتشن غلوبال 500.
| الترتيب على الإمارات | الترتيب العالمي فورتشن 500 | الشركة          | صناعة      | الإيراد (بالملايين) | أرباح (بالملايين) | الموظفون | مقر |
| -------------------- | -------------------------- | --------------- | ---------- | ------------------- | ----------------- | -------- | --- |
| 1                    | 476                        | مجموعة الإمارات | شركة طيران | 26,148              | 237               | 60,282   | دبي |

## الشركات الإماراتية في قائمة فوربس 2019
تستند هذه القائمة إلى فوربس غلوبال 2000، والتي تصنف أكبر 2000 شركة مساهمة عامة في العالم. تأخذ قائمة فوربس في الاعتبار العديد من العوامل، بما في ذلك الإيرادات وصافي الربح وإجمالي الأصول والقيمة السوقية لكل شركة؛ يتم إعطاء كل عامل مرتبة مرجحة من حيث الأهمية عند النظر في الترتيب العام. يسرد الجدول أدناه أيضًا المقر الرئيسي وقطاع الصناعة لكل شركة، الأرقام بمليارات الدولارات الأمريكية للسنة المالية 2018. 
| الترتيب على الإمارات | الترتيب العالمي فوربس 2000 | الشركة                | مقر     | الإيراد (بالمليارات) | أرباح (بالمليارات) | أصول (بالمليارات) | قيمة (بالمليارات) | صناعة            |
| -------------------- | -------------------------- | --------------------- | ------- | -------------------- | ------------------ | ----------------- | ----------------- | ---------------- |
| 1                    | 333                        | بنك أبوظبي الأول      | أبو ظبي | 8.1                  | 3.1                | 202.6             | 47.8              | الخدمات المصرفية |
| 2                    | 384                        | اتصالات               | أبو ظبي | 14.3                 | 2.4                | 34.1              | 39.4              | الاتصالات        |
| 3                    | 510                        | مجموعة الإمارات       | دبي     | 6.9                  | 2.6                | 136.2             | 18.2              | شركة طيران       |
| 4                    | 784                        | بنك أبو ظبي التجاري   | أبو ظبي | 3.9                  | 1.3                | 76.2              | 13.6              | الخدمات المصرفية |
| 5                    | 827                        | إعمار العقارية        | دبي     | 7.1                  | 1.6                | 30.5              | 9.6               | العقارات         |
| 6                    | 851                        | موانئ دبي العالمية    | دبي     | 5.6                  | 1.3                | 26.5              | 14.2              | وسائل النقل      |
| 7                    | 926                        | بنك دبي الإسلامي      | دبي     | 3.1                  | 1.2                | 60.9              | 9.2               | الخدمات المصرفية |
| 8                    | 1468                       | بنك المشرق            | دبي     | 2.7                  | 0.6                | 38.1              | 3.7               | الخدمات المصرفية |
| 9                    | 1473                       | مصرف أبو ظبي الإسلامي | أبو ظبي | 1.9                  | 0.6                | 34.1              | 4.8               | الخدمات المصرفية |

## قائمة فوربس الشرق الأوسط 2023 لأقوى 100 شركة عائلية عربية
وفي عام 2023 كشفت فوربس الشرق الأوسط عن قائمتها السنوية «أقوى 100 شركة عائلية عربية» وتضمنت 29 شركة عائلية من دولة الإمارات، وجاءت 4 شركات عائلية إماراتية بين أكبر 10 شركات عربية لعام 2023 وهي مجموعة الفطيم، والغرير للاستثمار، وماجد الفطيم القابضة، ومجموعة الغرير، إضافة إلى 25 شركة أخرى.

## قائمة فوربس الشرق الأوسط 2024
وفقاً لقائمة «فوربس الشرق الأوسط» تصدرت الإمارات عبر 32 شركة التصنيف السنوي لـ«أقوى 100 شركة عامة لعام 2024»، والذي يسلط الضوء على أقوى شركات المنطقة، من حيث الحجم والقيمة السوقية والربحية،.
ومن أبرز تلك  الشركات:
- بنك أبوظبي الأول
- بنك الإمارات دبي الوطني
- أدنوك للغاز
- مجموعة بنك أبوظبي التجاري
- هيئة كهرباء ومياه دبي (ديوا)
- إعمار العقارية